# Prosthennops
Prosthennops is een geslacht van uitgestorven pekari's die tijdens het Mioceen in Noord- en Midden-Amerika leefden.

## Fossiele vondsten
Fossiele vondsten dateren uit de North American Land Mammal Ages Laat-Clarendonian en Hemphillian, vallend binnen het Laat-Mioceen. Prosthennops is bekend uit de Verenigde Staten, Mexico, Honduras en Costa Rica. In de Curré-formatie in de Costa Ricaanse provincie Puntarenas zijn een deel van de rechter onderkaak, kiezen, delen van de hoek- en snijtanden en een kootje gevonden die een ouderdom van 5,8 miljoen jaar hebben. Prosthennops kwam samen voor met andere pekari's zoals Platygonus en Protherohyus.

## Kenmerken
Prosthennops had een schouderhoogte van ongeveer zesenzeventig centimeter. De individuen in het noorden van het verspreidingsgebied waren groter dan die in zuidelijk Midden-Amerika. De hoektanden waren naar beneden gericht. De pekari had een robuuste schedel met uitstekende jukbeenderen zoals bij een knobbelzwijn. Het was een omnivoor die zich voedde met planten, noten, wortels en kleine dieren.